# Iodictyum axillare
Iodictyum axillare är en mossdjursart som först beskrevs av Ortmann 1890.  Iodictyum axillare ingår i släktet Iodictyum och familjen Phidoloporidae. Inga underarter finns listade i Catalogue of Life.